# A balladeer

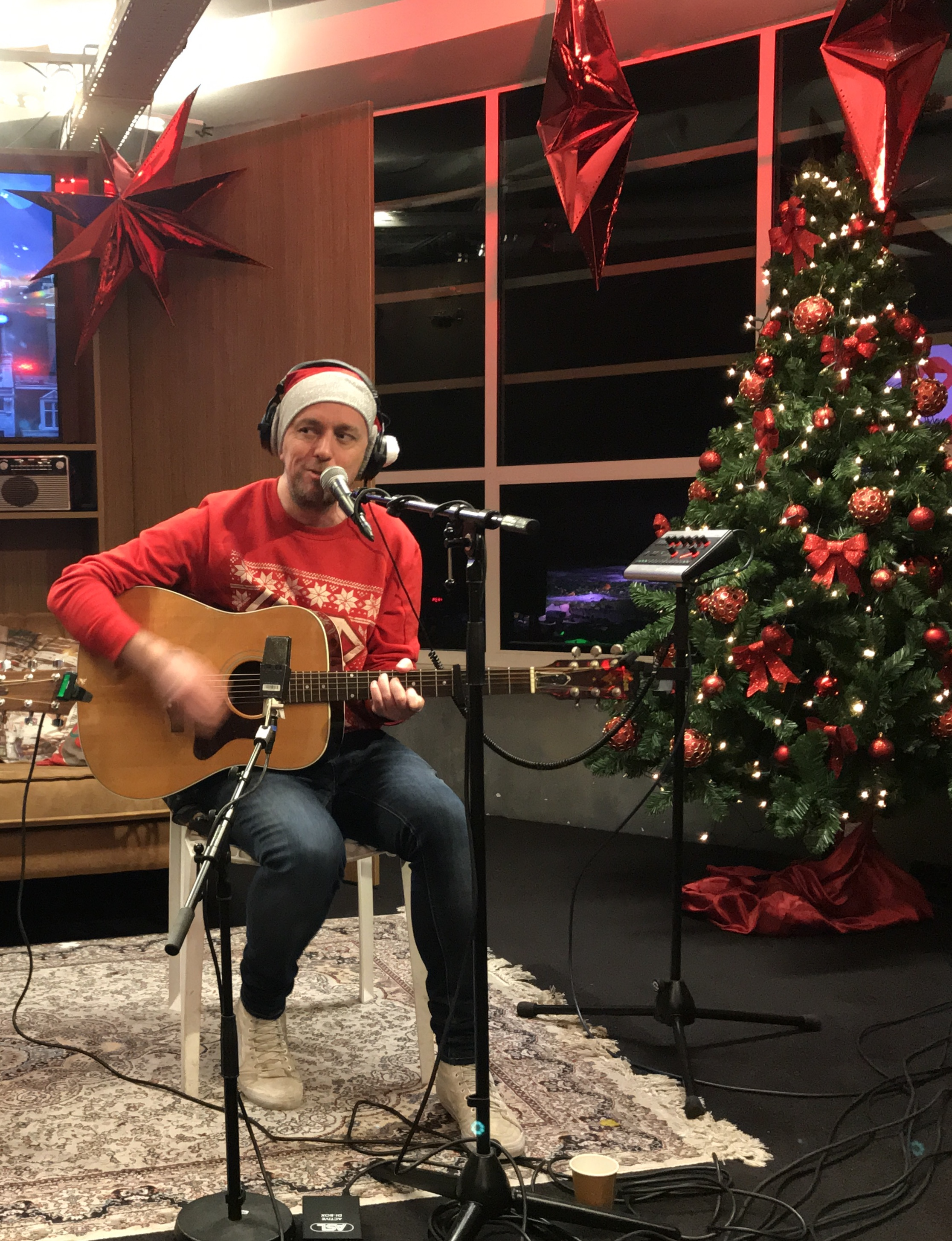
Marinus de Goederen

De band a balladeer (met een kleine beginletter a) was een band uit Amsterdam, maar is tegenwoordig het muzikale alter ego van zanger en liedjesschrijver Marinus de Goederen.

## Geschiedenis
De band won eind 2002 de 3FM BuZz Award en het jaar erop de publieksprijs in de finale Singer-songwriter van de Grote Prijs van Nederland. Hierna verzorgde de band tal van voorprogramma's voor onder meer Saybia, BLØF, Keane en Silkstone. Begin 2004 kwam a balladeer met de eerste ep Rumor Had It. De ep, met daarop vier liedjes, waaronder de titelsong en They've Shut Down Marks & Spencer (over het gelijknamige warenhuis), kreeg lovende kritieken (zo omschreef OOR de ep met de woorden: "om te janken, zo mooi") en veel airplay op diverse landelijke radiostations. In 2005 bevond de band zich met BLØF-bassist Peter Slager en Nick Drake-arrangeur Robert Kirby in de Belgische ICP-studio's te Brussel voor het debuutalbum, getiteld Panama, dat op 5 mei 2006 bij EMI Music verscheen. Swim with Sam was de eerste single van het album en werd ten gehore gebracht op diverse radio- en televisiestations. Het album kwam de Album Top 100 binnen op positie 30.
Op 8 september 2006 verscheen de tweede single van a balladeer, Fortune Teller. Een dag later stond de band in het voorprogramma van het 1000e concert van BLØF.
Begin 2007 won a balladeer een Zilveren Harp. Op 8 februari 2007 kwam de derde single van het album, Panama, uit op drie verschillende dragers (cd-single, maxisingle, inclusief het nog niet eerder uitgebrachte Caretaker, en 7"-vinyl) en als downloadbare muziek. Ook Robin II weet de Top 20 van de Mega Top 50 te halen.
Op 29 augustus 2008 verscheen het tweede album van a balladeer: Where Are You, Bambi Woods?. Het album leverde de band een Edison-nominatie op.
In februari 2010 verscheen de intieme singer-songwriterplaat Sorry, kid. onder de naam mr. a balladeer. Het laatste concert van gitarist Erik Meereboer was op 1 maart van dat jaar. Tijdens het optreden filmt het publiek in de Kleine Komedie beelden voor de Amerikaanse single 'Oh, California'. In 2012 namen Marinus en Tijs I Can't Keep Track of Each Fallen Robin op in de studio van producer Reyn Ouwehand.
Het album A Wolf at the Door verscheen 11 maart 2016 en werd voorafgegaan door de gelijknamige single. De tweede single is openingstrack 'Incompatible'. Op de derde single 'Mob Wife' (2017) is Sam Bettens van K's Choice te horen. In oktober 2017 haalde a balladeer via crowdfunding in slechts drie dagen genoeg geld op voor zijn kerstalbum December. Het album bevat negen eigen liedjes. De videoclip voor 'Let It Snow' bestaat uit veertig jaar oud 8mm-filmmateriaal dat decennialang in een doos op zolder had gestaan.

## Bandleden

### Huidige bezetting
- Marinus de Goederen - zang, piano, akoestische gitaar

### Voormalige bandleden
- Tijs Stehmann - drums (gedurende de periode 2003-2013)
- Erik Meereboer - gitaar, zang (gedurende de periode 2003-2010)
- Walter Wilhelm - basgitaar (gedurende de periode 2003-2004)
- Arn Kortooms - basgitaar (uitsluitend bij liveoptredens)
- Gertjan van der Weerd - toetsen (uitsluitend bij liveoptredens)

## Discografie

### Albums
| Album met eventuele hitnotering(en) in de Nederlandse Album Top 100 | Datum van verschijnen | Datum van binnenkomst | Hoogste positie | Aantal weken | Opmerkingen                                       |
| ------------------------------------------------------------------- | --------------------- | --------------------- | --------------- | ------------ | ------------------------------------------------- |
| Panama                                                              | 05-05-2006            | 13-05-2006            | 30              | 12           |                                                   |
| Where Are You, Bambi Woods?                                         | 29-08-2008            | 06-09-2008            | 16              | 8            |                                                   |
| Sorry, kid.                                                         | 12-02-2010            | -                     |                 |              | Soloalbum Marinus de Goederen als mr. a balladeer |
| I Can't Keep Track of Each Fallen Robin                             | 19-10-2012            | 27-10-2012            | 83              | 1            |                                                   |
| A Wolf at the Door                                                  | 11-03-2016            | 19-03-2016            | 24              | 2            |                                                   |
| December                                                            | 24-11-2017            | 08-06-2017            | 45              | 1            |                                                   |
| Clutter, Volume 1                                                   | 04-01-2020            | -                     |                 |              |                                                   |

### Singles
| Single met eventuele hitnotering(en) in de Nederlandse Top 40 | Datum van verschijnen | Datum van binnenkomst | Hoogste positie | Aantal weken | Opmerkingen                 |
| ------------------------------------------------------------- | --------------------- | --------------------- | --------------- | ------------ | --------------------------- |
| Swim with Sam                                                 | 28-04-2006            | -                     |                 |              | Nr. 51 in de Single Top 100 |
| Fortune Teller                                                | 18-09-2006            | -                     |                 |              | Nr. 59 in de Single Top 100 |
| Robin II                                                      | 09-02-2007            | -                     |                 |              | Nr. 27 in de Single Top 100 |
| Mary Had a Secret                                             | 09-08-2008            | 23-08-2008            | tip2            | -            |                             |
| Superman Can't Move His Legs                                  | 14-11-2008            | -                     |                 |              |                             |
| Oh, California (Am. promosingle)                              | 2010                  | -                     |                 |              |                             |
| When a Law's Been Broken (mr. a balladeer)                    | 28-06-2010            | -                     |                 |              |                             |
| Aside (mr. a balladeer)                                       | 14-03-2011            | -                     |                 |              |                             |
| Karaoke Night                                                 | 12-10-2012            | -                     |                 |              |                             |
| A Wolf at the Door                                            | 22-01-2016            | -                     |                 |              |                             |
| Incompatible                                                  | 15-04-2016            | -                     |                 |              |                             |
| Mob Wife (Ft. Sam Bettens)                                    | 27-01-2017            | -                     |                 |              |                             |
| Not Only During Christmas                                     | 17-11-2017            | -                     |                 |              |                             |

### Ep's
| Album met eventuele hitnotering(en) in de Nederlandse Album Top 100 | Datum van verschijnen | Datum van binnenkomst | Hoogste positie | Aantal weken | Opmerkingen |
| ------------------------------------------------------------------- | --------------------- | --------------------- | --------------- | ------------ | ----------- |
| Rumor Had It                                                        | 25-03-2004            | -                     |                 |              | ep          |
| Round 1 (mr. a balladeer)                                           | 14-03-2011            | -                     |                 |              | live-ep     |

### NPO Radio 2 Top 2000
| Nummer met noteringen in de NPO Radio 2 Top 2000 | '07 | '08 | '09  | '10  | '11 | '12  | '13  | '14  | '15  | '16  | '17  |
| ------------------------------------------------ | --- | --- | ---- | ---- | --- | ---- | ---- | ---- | ---- | ---- | ---- |
| Swim with Sam                                    | 550 | -   | 1184 | 1096 | 958 | 1360 | 1411 | 1544 | 1711 | 1739 | 1629 |

1. ↑  Een '-' betekent dat het nummer niet was genoteerd en een vetgedrukt getal geeft de hoogste notering aan.
2. ↑  2007 was het eerste jaar met een notering voor dit nummer.
3. ↑  Deze tabel is bijgewerkt tot en met de laatste editie (2024).

## Trivia
- De titel van het debuutalbum Panama is afkomstig van het kinderboek "Oh, wie schön ist Panama!" van de Duitse schrijver Janosch. Het gaat over een tijger en een beer die op zoek gaan naar Panama, het land van hun dromen.
- De titelsong 'Panama' staat als hidden track op het album.
- Op de hoes van het album staat een foto die in augustus 1982 is genomen van een ongeluk op de Duitse autobahn dat de leadzanger heeft meegemaakt.
- Een volledige bandversie van de titeltrack van Panama is terug te vinden op de singles van 'Robin II'
- De titel van de eerste single van het debuutalbum Panama, Swim with Sam, is vernoemd naar de 15-jarige hoofdpersonage uit het boek "Held van Beroep" van Adriaan Jaeggi: Sam.
- Sinds 2003 stond a balladeer in de voorprogramma's van onder andere BLØF, Skik, Saybia, Keane, The Feeling, Live en Maria Mena.
- De single Poster Child, afkomstig van het album Where Are You, Bambi Woods?, gaat over de vermoorde Amerikaan Matthew Shepard.